# Artio

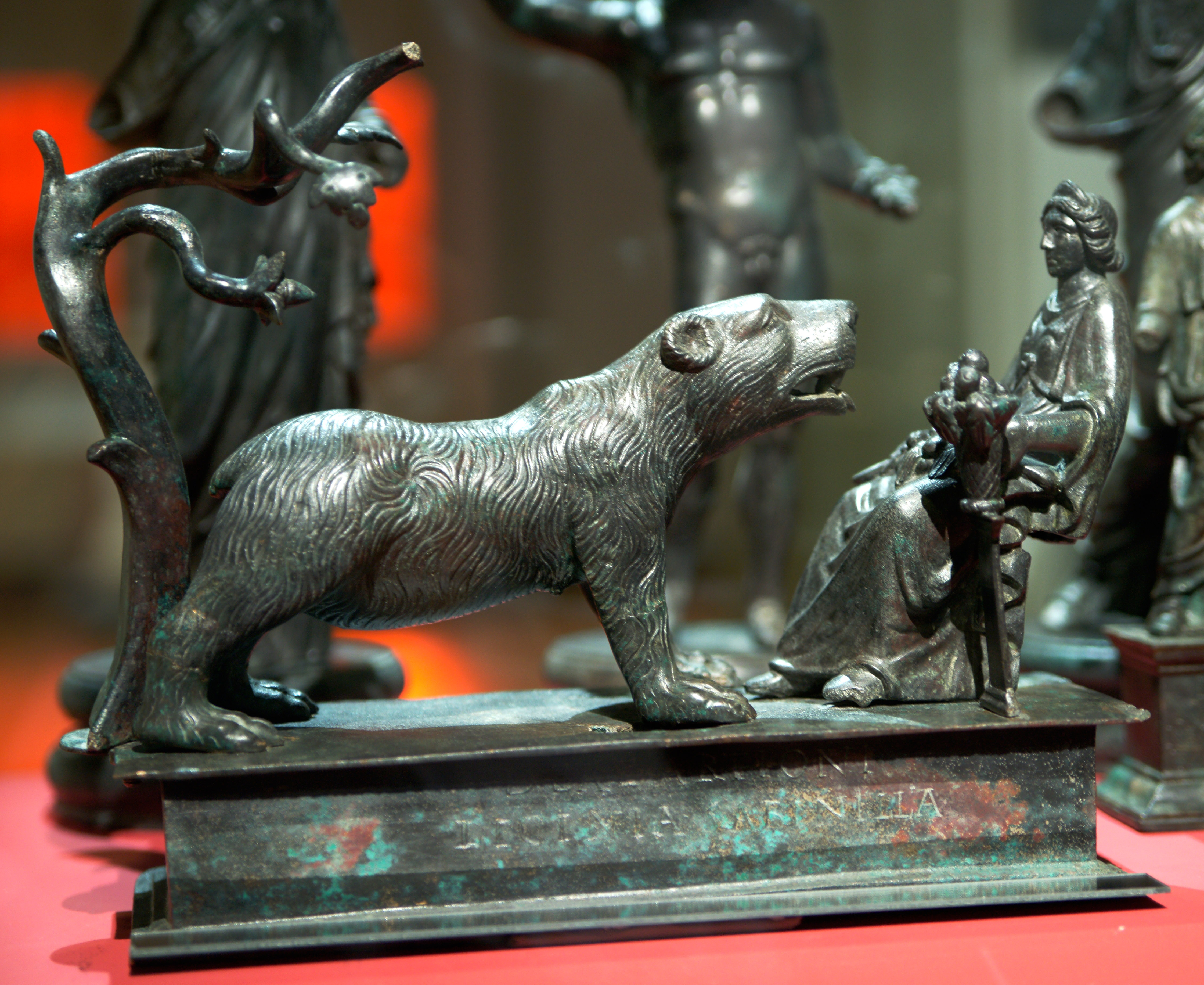
Statuetta di Muri, rappresentante la dea Artio

Artio è la dea celtica della caccia e dell'abbondanza (sul cui conto oggi si sa molto poco), spesso raffigurata con le sembianze di un'orsa, oppure insieme a questo animale.

## Riferimenti
Ne è un esempio la scultura in bronzo proveniente da Muri, nei pressi di Berna (nome che significa orso) in Svizzera, che mostra un grande orso, dietro al quale c'è un piccolo albero, che sta di fronte a una donna seduta su un carro. Quest'ultima sembra tenere sul grembo dei fiori e della frutta, che serve forse a sfamare l'animale, e nella mano destra regge una tazza. La scultura poggia su una grande base rettangolare in bronzo con un'iscrizione:
Anche un'altra iscrizione, proveniente però dalla città di Treviri (nell'odierna Germania, sulla riva occidentale del fiume Mosella), si riferisce ad Artio.

## Etimologia
Il nome di questa dea deriva dalla parola gallica artos, cioè orso.
Anche altre lingue celtiche hanno parole simili, come art nell'antico irlandese, arth in gallese. E perfino in greco ἄρκτος (árktos) significa orso.
Secondo alcuni studiosi, il nome di Re Artù, come il nome Arturo in genere, sarebbe collegato proprio a questa parola e a questa divinità.

## Curiosità
- I culti greci riguardanti Artemide sono legati alla figura dell'orsa: in particolare è nota la festività di Arkteia officiata tra il tempio di Artemide Brauronia e la città stessa di Braurone, durante la quale le ragazze ateniesi in età da marito venivano consacrate ad Artemide come "orse". Anche il mito di Callisto, ninfa al seguito della dea che viene tramutata in orsa come punizione per aver perso la verginità, conferma un legame tra Artemide e l'animale.
- Anche presso i nativi americani esistono culti iniziatici legati all'orso, e forse in correlazione a questi si tramandano vari miti riguardanti questo animale[8]: similmente alla tradizione greca, le ragazze Ojibway, al sopraggiungere del primo flusso mestruale venivano allontanate dal villaggio per diversi giorni, ed erano chiamate mukowe ("lei è un'orsa").[9]